# Jasidih
Jasidih è una città dell'India di 14.129 abitanti, situata nel distretto di Deoghar, nello stato federato del Jharkhand. In base al numero di abitanti la città rientra nella classe IV (da 10.000 a 19.999 persone).

## Geografia fisica
La città è situata a 24° 31' 0 N e 86° 39' 0 E e ha un'altitudine di 259 m s.l.m..

## Società

### Evoluzione demografica
Al censimento del 2001 la popolazione di Jasidih assommava a 14.129 persone, delle quali 7.645 maschi e 6.484 femmine. I bambini di età inferiore o uguale ai sei anni assommavano a 2.031, dei quali 1.015 maschi e 1.016 femmine. Infine, coloro che erano in grado di saper almeno leggere e scrivere erano 9.197, dei quali 5.685 maschi e 3.512 femmine.